# 龚韬
龚韬（1970年10月—），中华人民共和国外交官，曾任中华人民共和国驻安哥拉共和国特命全权大使，现任中华人民共和国驻匈牙利特命全权大使。

## 生平
1992年，进入中华人民共和国外交部工作，先后在外交部西欧司、驻葡萄牙大使馆、外交部欧洲司任职。2009年，任驻巴西大使馆参赞。2013年，任驻葡萄牙大使馆参赞。2015年，任外交部拉丁美洲和加勒比司参赞。2016年，升任外交部拉丁美洲和加勒比司副司长。2019年3月，出任中华人民共和国驻安哥拉大使。2023年8月，自驻安哥拉大使离任，9月，出任中华人民共和国驻匈牙利大使。

## 家庭
已婚，有一子。